# Kujō Norizane
Kujō Norizane (九条 教実?   1210 - 23 de abril de 1235) fue un kugyō (cortesano japonés de clase alta) que vivió durante la era Kamakura. Fue miembro de la familia Kujō (derivada del clan Fujiwara) e hijo del regente Kujō Michiie.
Ingresó a la corte imperial en 1217 con el rango shōgoi inferior y chambelán, en 1218 fue promovido al rango jushii y en 1219 al rango jusanmi. 
Justamente en 1219 fue asesinado el shogun Minamoto no Sanetomo, sin dejar descendencia alguna dentro del shogunato Kamakura, por lo que se seleccionó a la familia Kujō, al tener parentesco con Minamoto no Yoritomo, fundador del shogunato, en continuar el gobierno militar. Por ello, se escogió al hermano menor de Norizane, Kujō Yoritsune, como nuevo shogun y generó una mayor influencia de la familia dentro de la corte imperial hasta 1252.
En 1220 ascendió al rango shōsanmi, en 1221 al rango junii y en 1222 fue nombrado gonchūnagon y ascendido al rango shōnii. Luego en 1225 fue nombrado gondainagon.
En 1227 es nombrado udaijin y promovido a sadaijin desde 1231 hasta 1235. De igual manera en 1231 fue nombrado kanpaku (regente) del Emperador Go-Horikawa hasta su abdicación en 1232, y luego sesshō del joven Emperador Shijō hasta 1235. En 1232 fue promovido al rango juichii. Renunciaría a todos sus cargos dentro de la corte a comienzos de 1235 por una grave dolencia, falleciendo un mes después.
Tuvo como hijo al regente Kujō Tadaie.